# Elatine ambigua
Elatine ambigua är en slamkrypeväxtart som beskrevs av Robert Wight. Elatine ambigua ingår i släktet slamkrypor, och familjen slamkrypeväxter. Inga underarter finns listade i Catalogue of Life.